# Rabenovac
Rabenovac (izvirno srbsko Рабеновац) je naselje v Srbiji, ki upravno spada pod Občino Rekovac; slednja pa je del Pomoravskega upravnega okraja.

## Demografija
V naselju živi 104 polnoletnih prebivalcev, pri čemer je njihova povprečna starost 45,6 let (43,9 pri moških in 47,8 pri ženskah). Naselje ima 58 gospodinjstev, pri čemer je povprečno število članov na gospodinjstvo 2,21.
To naselje je, glede na rezultate popisa iz leta 2002, večinoma srbsko.
|  |

| Demografija | Demografija     | Demografija     |
| Leto        | Št. prebivalcev | Št. prebivalcev |
| ----------- | --------------- | --------------- |
|             |                 |                 |
|             |                 |                 |
|             |                 |                 |
|             |                 |                 |
| 1948        | 248             |                 |
| 1953        | 234             |                 |
| 1961        | 191             |                 |
| 1971        | 169             |                 |
| 1981        | 146             |                 |
| 1991        | 119             | 107             |
| 2002        | 132             | 128             |
|             |                 |                 |

| Etnična sestava po popisu iz leta 2002 | Etnična sestava po popisu iz leta 2002 | Etnična sestava po popisu iz leta 2002 | Etnična sestava po popisu iz leta 2002 | Etnična sestava po popisu iz leta 2002 |
| -------------------------------------- | -------------------------------------- | -------------------------------------- | -------------------------------------- | -------------------------------------- |
| Srbi                                   | Srbi                                   |                                        | 127                                    | 99,21%                                 |
| Neznano                                | Neznano                                |                                        | 0                                      | 0,0%                                   |